# Barbarka (przystanek kolejowy)
Barbarka – nieistniejący przystanek osobowy w granicach administracyjnych Torunia, w województwie kujawsko-pomorskim, w Polsce.
Przystanek znajdował się w północnej części miasta, w dzielnicy Barbarka, między stacją Toruń Północ a stacją Olek.
Pociągi pasażerskie kursowały przez Barbarkę do 1992 roku. W 1998 roku zdjęto tory od Olka do Unisławia Pomorskiego (wcześniej rozebrano odcinek Unisław Pomorski-Chełmno). 18 września 2010 roku do Barbarki dotarł autobus szynowy SA134-002 w barwach przewoźnika Arriva RP jako pociąg specjalny relacji Toruń Główny-Barbarka.
W połowie pierwszego dziesięciolecia XXI wieku władze województwa planowały przywrócenie połączenia kolejowego do Barbarki.

## Linia kolejowa
Przez przystanek przechodzi linia kolejowa:
- 246 Toruń Wschodni – Olek (daw. Chełmno)